# Claus Seiden
Claus Seiden (25. februar 1930 - 6. oktober 2013) var en dansk journalist og radiovært. Han var ansat ved Radioavisen udland i DR indtil år 2000 og er nu ansat ved Den2Radio.
Han har særligt beskæftiget sig med journalistik om Kina, Tyskland og Europa. Han er med i redaktionen af Kinabladet (kvartalstidsskrift). Han har været vært på en række kulturudsendelser. Indtil 2008 var Seiden formand for Københavnske Journalisters Veteranklub.